# Иоганн Рейнхард I (граф Ганау-Лихтенберга)
Иоганн Рейнхард I Ганау-Лихтенбергский (нем. Johann Reinhard I. von Hanau-Lichtenberg, 13 февраля 1569 — 19 ноября 1625) — дворянин Священной Римской империи.

## Биография
Сын и наследник графа Филиппа V. Учился в Страсбургском университете, совершил гран-тур по Англии, Франции, Нидерландам и итальянским землям; интересовался историей, генеалогией и геральдикой. В 1599 году унаследовал графский титул после смерти отца.
После пресечения в 1570 году династии, правившей в графстве Цвейбрюккен-Битш, её владения были унаследованы графами Ганау-Лихтенберга, однако часть этих земель являлась феодами герцогства Лотарингия. В 1572 году дело было передано в Имперский камеральный суд, и соглашение было достигнуто лишь в 1606 году: Битш вернулся Лотарингии, а Ганау-Лихтенберг получило Замок Лемберг (этот раздел примерно соответствовал тогдашнему распределению религиозных настроений у населения). Иоганн Рейнхард также начал дело против графства Изенбург-Бюдинген относительно прав на Драйайх.
В 1610 году Иоганн Рейнхард заключил с Филиппом Людвигом II, правившим графством Ганау-Мюнценберг, договор о наследовании, согласно которому в случае пресечения линии, правящей в одной из частей бывшего графства Ганау, соответствующее графство наследовалось линией, правящей в другом графстве. На тот момент казалось, что этот договор более выгоден графству Ганау-Мюнценберг, так как в тот момент в правящей там династии имелось несколько мужчин, в то время как в линии, правящей Ганау-Лихтенбергом — всего один. Возможно, именно этим объясняется то, что после заключения этого договора Иоганн Рейнхард получил несколько крупных займов (он очень нуждался в деньгах для содержания своего обширного двора). Договор был обновлён в 1618 году и утверждён императором.
В 1612 году Иоганн Рейнхард принял участие в церемонии коронации императора Матиаса, а в 1619 году — в избрании императором Фердинанда II.
Во время Тридцатилетней войны графство сильно пострадало. Иоганн Рейнхард пытался придерживаться строгого нейтралитета, однако расположение графства возле Курпфальца возле границы с Францией на путях, пролегающих по долине Рейна, делало это практически невозможным. Наибольшему опустошению подвергся амт Бабенхаузен, где располагалась старая столица графства. Он был оккупирован несколько раз армиями разных участников конфликта, а его деревни были уничтожены в первые же годы войны, их население разбежалось. Около 2500 человек укрылось в городе Бабенхаузен, в котором после этого вспыхнула чума. Земли графства, расположенные на правом берегу Верхнего Рейна также сильно пострадали. Часть графства, лежащая в Нижнем Эльзасе была спасена после того, как Иоганн Рейнхард выплатил 100 000 гульденов за протекцию.
Иоганн Рейнхард завёл в Вильштете неофициальный монетный двор, который чеканил монету, не соответствующую кондициям. Только за 1621—1622 финансовый год Иоганн Рейнхард перечеканил 110 центнеров серебра, получив в качестве сеньоража 70 тысяч гульденов.

## Семья и дети
Иоганн Рейнхард I был женат дважды. В первый раз он женился 22 октября 1593 года в Вайкерсхайме на Марии Елизавете Гогенлоэ-Нойенштайнской (1576—1605). У них было четверо детей:
1. Филипп Вольфганг (1595—1641), унаследовавший титул
2. Агата Мария (1599—1636), которая вышла замуж за Георга Фридриха Раппольтштайнского
3. Анна Магдалена (1600—1673), которая была замужем несколько раз
4. Елизавета Юлиана (1602—1603)

Во второй раз он женился 17 ноября 1605 года на Анне фон Зальм (1582—1636). Этот брак был бездетным.